# Damaso (linguista)
Damaso (XII secolo – XIII secolo) è stato un linguista italiano.
Autore della Summa titulorum decretalium, vertente sul diritto canonico e di altri testi di carattere giuridico, insegnò nei primi anni del Duecento all'Università di Bologna.